# Puesto Viejo
Puesto Viejo è un comune (comisión municipal in spagnolo) dell'Argentina, appartenente alla provincia di Jujuy, nel dipartimento di El Carmen. Si trova 60 km a sud dalla capitale provinciale San Salvador de Jujuy.
In base al censimento del 2001, nel territorio comunale dimorano 4.125 abitanti, con un aumento del 42,33% rispetto al censimento precedente (1991). Di questi abitanti, il 48,26% sono donne e il 51,73% uomini. Nel 2001 la sola città di Puesto Viejo, sede municipale, contava 1.334 abitanti ; il resto nelle frazioni e nei centri rurali.